# Винех
Винех (болг. Винех) — хан Болгарии из рода Вокил (Укил). Был из рода Укил, который историки считают одноимённым с родом Вокил.

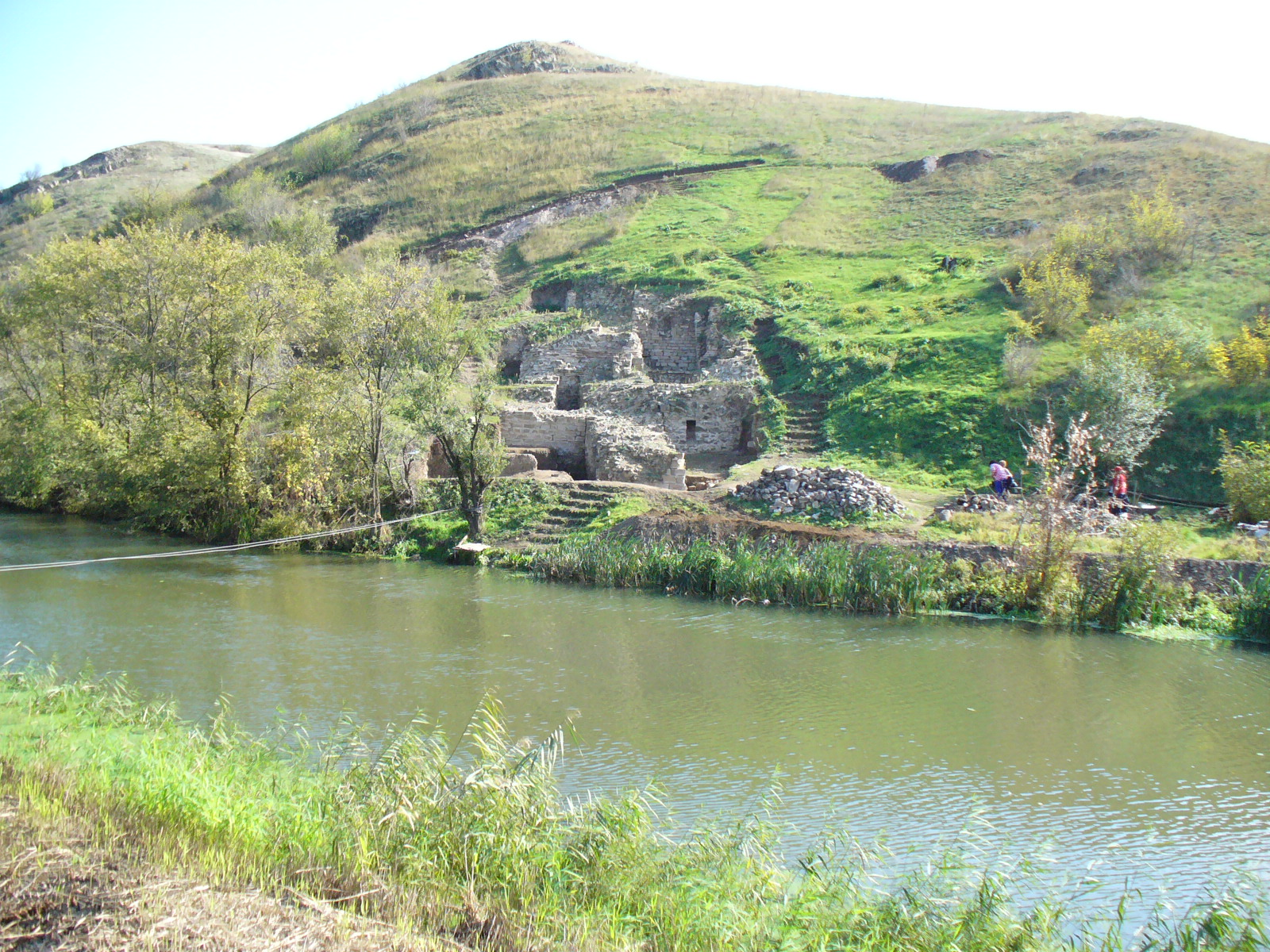
Башня крепости Маркели

Правление Винеха началось крайне неудачно из-за второго похода императора Константина V на Болгарию. Император двинул сухопутные войска и флот из 500 кораблей, которыми он осуществил десант, опустошивший болгарские области. Хан Винех решил встретить византийцев у крепости Маркели, недалеко от современного Карнобата, но его войска обратились в бегство и в качестве заложников Винеху пришлось отправить в Константинополь своих детей, чтобы обеспечить мир.
В 759 году император Константин V затеял свой третий поход на Болгарию, однако в проходах Балкан его войска были разбиты — погибло много знатных византийцев:
Между тем царь ходил войною в Болгарию и когда он находился при Берегаве, в теснинах, то болгары вышли к нему навстречу, побили много воинов его, и между прочими Леона патриция и военачальника Фракийского и другого Леона счетчика гипподрома и много других, овладели их оружием, и с таким бесславием римляне возвратились.
Однако подобный триумф ненадолго упрочил правление Винеха. Вероятно из-за желания мира, в результате переворота был убит он и весь его род, а на престол вступил молодой и воинственный хан Телец:
Болгары возмутились против своих господ, преемственно происходивших от одного поколения, убили {316} их и поставили в правители мужа злонравного, по имени Телетчина, которому было около тридцати лет.